# 納森勒赫爾山
47°15′54″N 9°21′21″E / 47.26492°N 9.35583°E

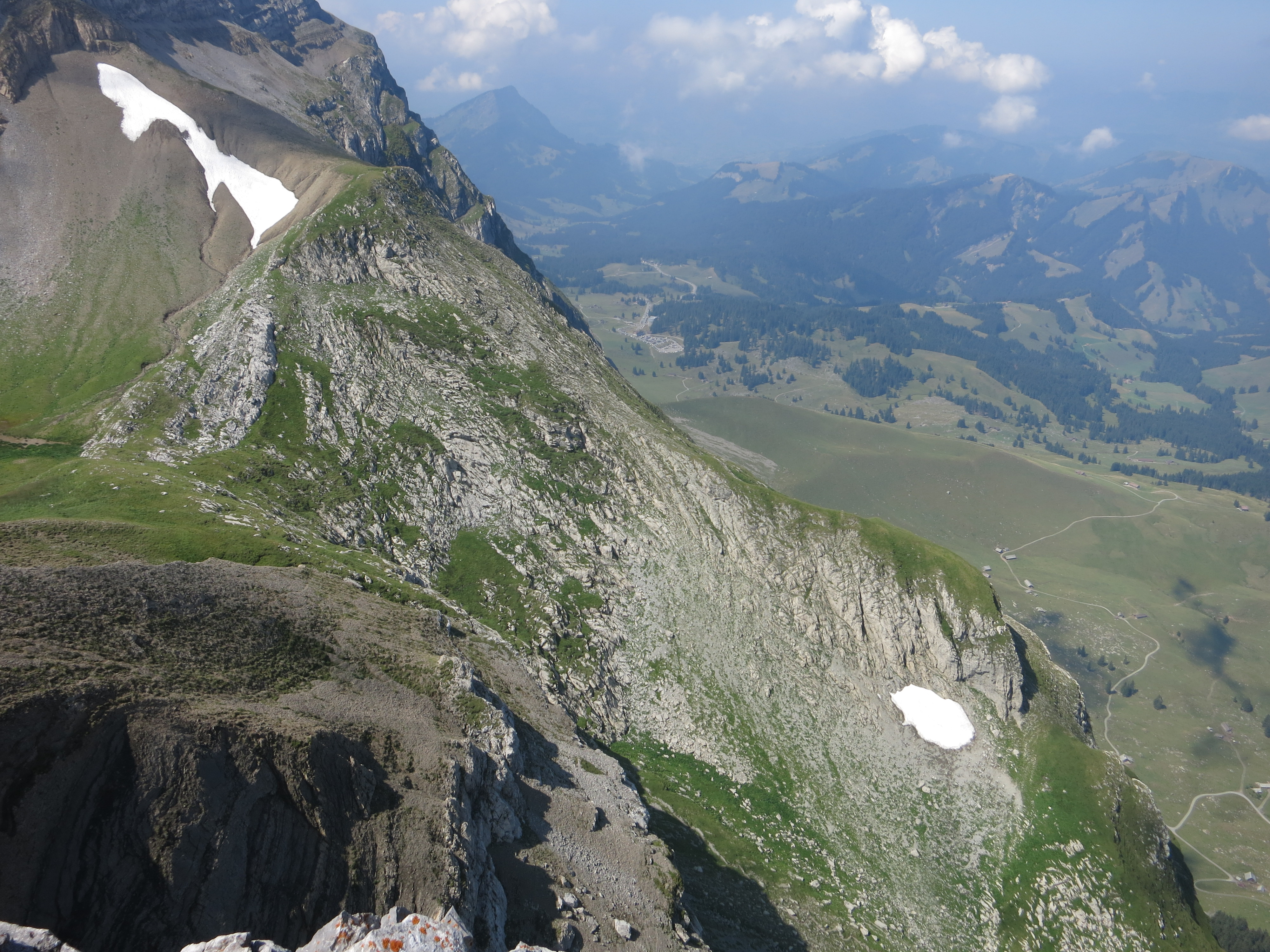

納森勒赫爾山（德語：Nasenlöcher），是瑞士的山峰，位於該國東北部，由內阿彭策爾州負責管轄，屬於阿爾卑斯坦山脈的一部分，東面有厄爾利山，海拔高度2,133米。